# Bruchodape
Bruchodape is een geslacht van vliesvleugeligen uit de familie Eurytomidae. De wetenschappelijke naam van dit geslacht is voor het eerst geldig gepubliceerd in 1971 door Burks.

## Soorten
Het geslacht Bruchodape is monotypisch en omvat slechts de volgende soort:
- Bruchodape ignota Burks, 1971